# Ida Bindschedler

Ida Bindschedler um 1890

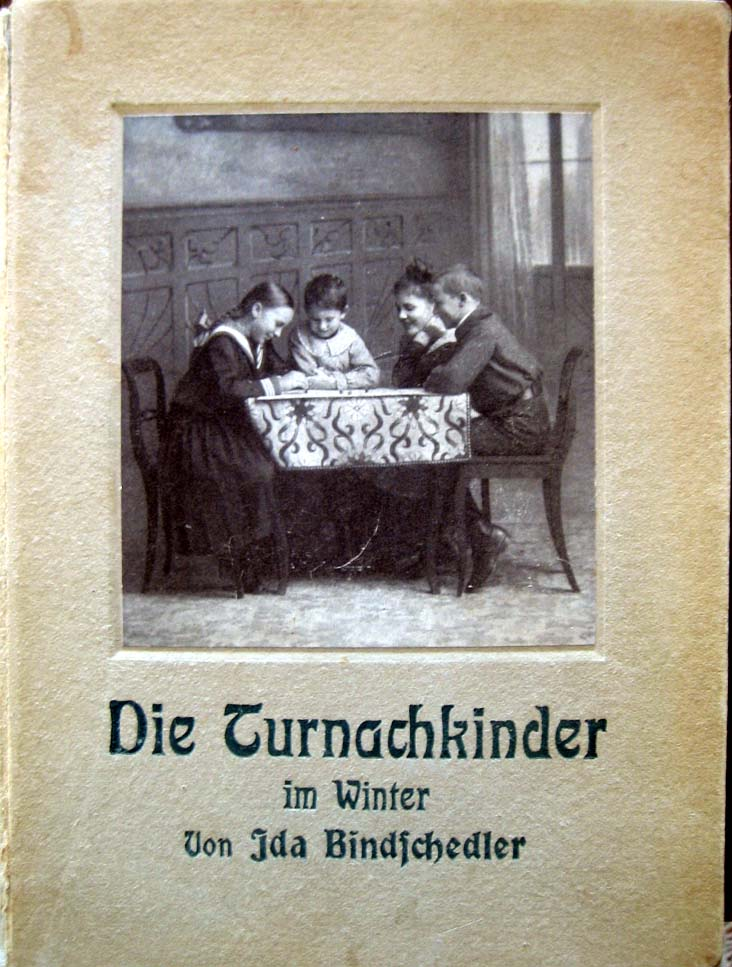
Titelbild von «Die Turnachkinder», ca. 1920

Ida Bindschedler (* 6. Juli 1854 in Zürich; † 28. Juni 1919 ebenda) war eine Schweizer Lehrerin und Kinder- und Jugendbuchautorin.

## Leben
Ida Bindschedler war die Tochter des Schweizer Baumwollkaufmanns Friedrich Rudolf Bindschedler und der Anna Elisabeth geb. Tauber aus Fürth (Bayern). Zusammen mit ihren vier Geschwistern wuchs sie in einer behüteten grossbürgerlichen Umgebung in Zürich auf. Ihre Schwester war die spätere Malerin und Kunstlehrerin Emma Bindschedler.
Ida Bindschedler liess sich in Küsnacht ZH und Bern – wo sie Schülerin ihres späteren Förderers Joseph Viktor Widmann war – zur Lehrerin ausbilden. Als Primarlehrerin und nach einer zusätzlichen Ausbildung sowie einem Sprachaufenthalt in Paris unterrichtete sie 24 Jahre lang an der privaten Mädchenschule Tobler in Zürich. Die Schule geht auf eine Initiative von Netta (eigentlich: Henriette) Tobler-Hattemer zurück, der Frau von Ludwig Tobler.
Viele Jahre lang teilte sie mit ihrer Schwester Pauline Bindschedler die Wohnung, bis sie eines Herzleidens wegen 1897 ihren Beruf aufgeben musste und zu ihrer Freundin Emma Wachter nach Augsburg zog, wo sie den Rest ihres Lebens verbrachte.
Dort verarbeitete sie ihre Erinnerung an ihre Zürcher Kindheit in den Jugenderzählungen Die Turnachkinder im Sommer und Die Turnachkinder im Winter, die sie neben Johanna Spyri zur wohl bekanntesten Schweizer Jugendbuchautorin machten. Die Haupthandlung der Turnachkinder im Sommer spielt in der «Seeweid» (das um 1700 von der Familie des Statthalters Mathias Landolt erbaute Sommerhaus „Solitüde“ stand bis 1924 auf dem Grundstück des heutigen Museums Bellerive, Ecke Höschgasse) im Zürcher Quartier Riesbach, als dieses noch ausserhalb der Stadt lag. Heute ist dort eine Strasse nach der Autorin benannt. Die Handlung der Turnachkinder im Winter spielt hauptsächlich in der Zürcher Altstadt am heutigen Weinplatz 7. 1919 erschien ihr drittes Buch Die Leuenhofer, das jedoch den Erfolg der Turnachkinder nicht mehr erreichte.
Ida Bindschedler blieb ledig und hatte keine Kinder. Sie verstarb während eines Aufenthaltes in Zürich und wurde auf dem Friedhof von Erlenbach am Zürichsee beerdigt. Ein Porträt erschien anlässlich ihres 100. Geburtstages in der Neuen Zürcher Zeitung.
Nach Ida Bindschelder ist im Zürcher Seefeld der südlichste Abschnitt der Seefeldstrasse benannt.

## Galerie

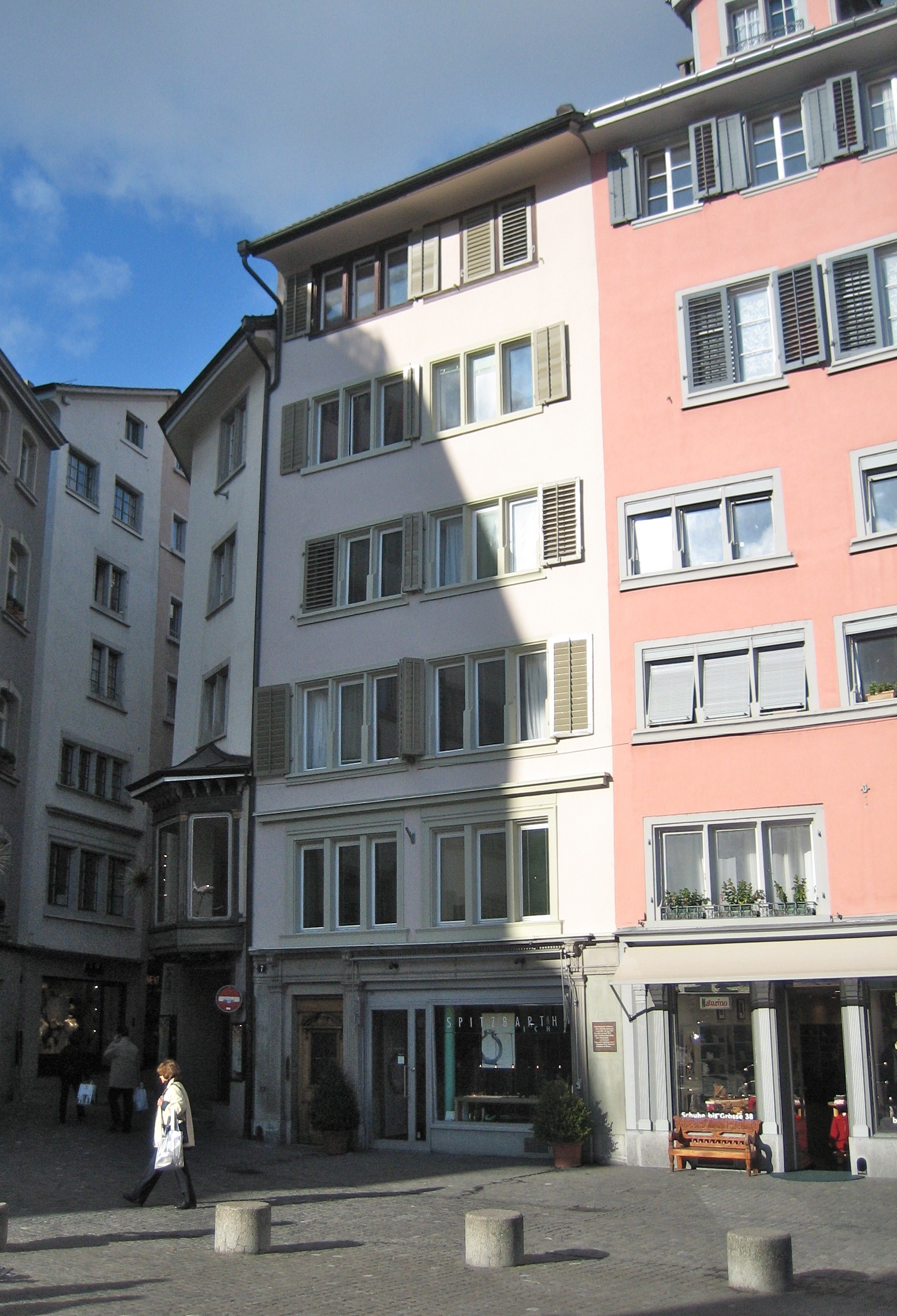
Ida Bindschedlers Geburtshaus am Weinplatz in Zürich
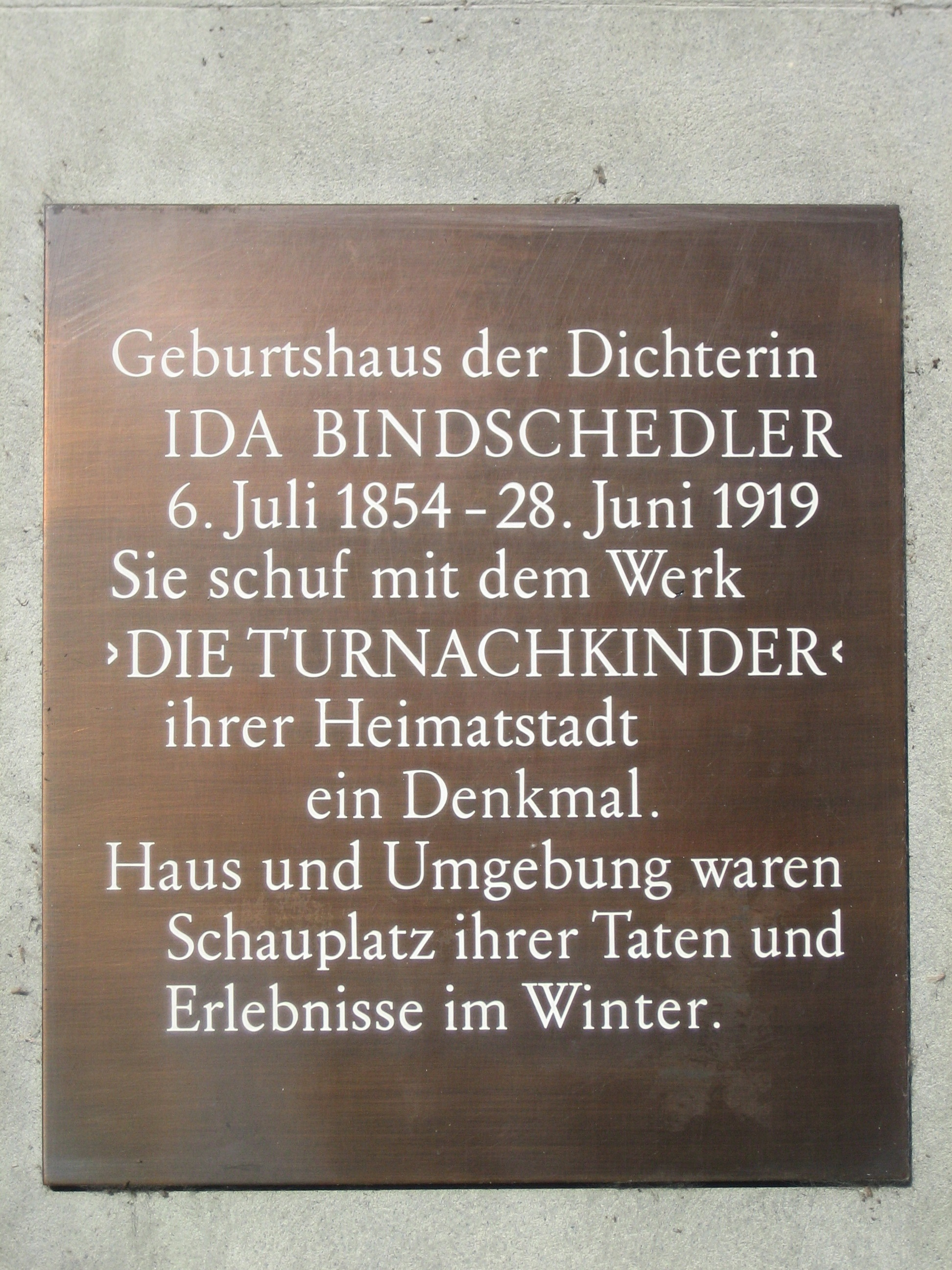
Erinnerungstafel am Geburtshaus
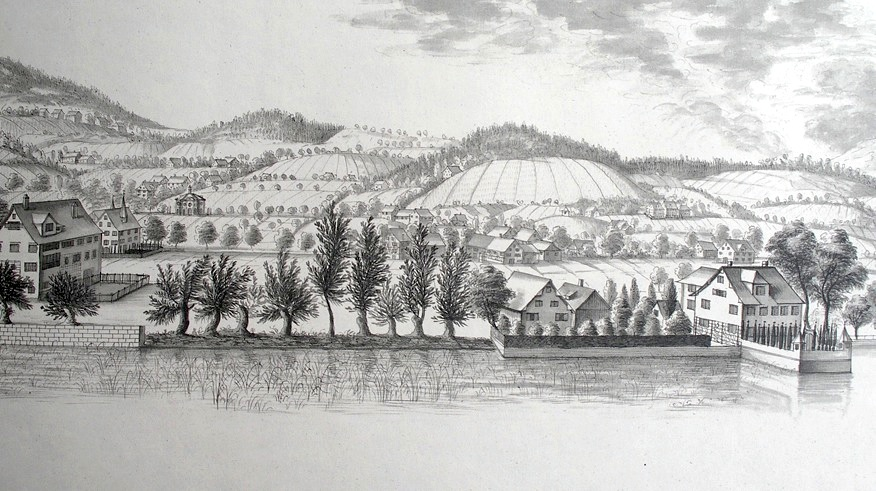
Die «Seeweid» um 1770 (rechts)
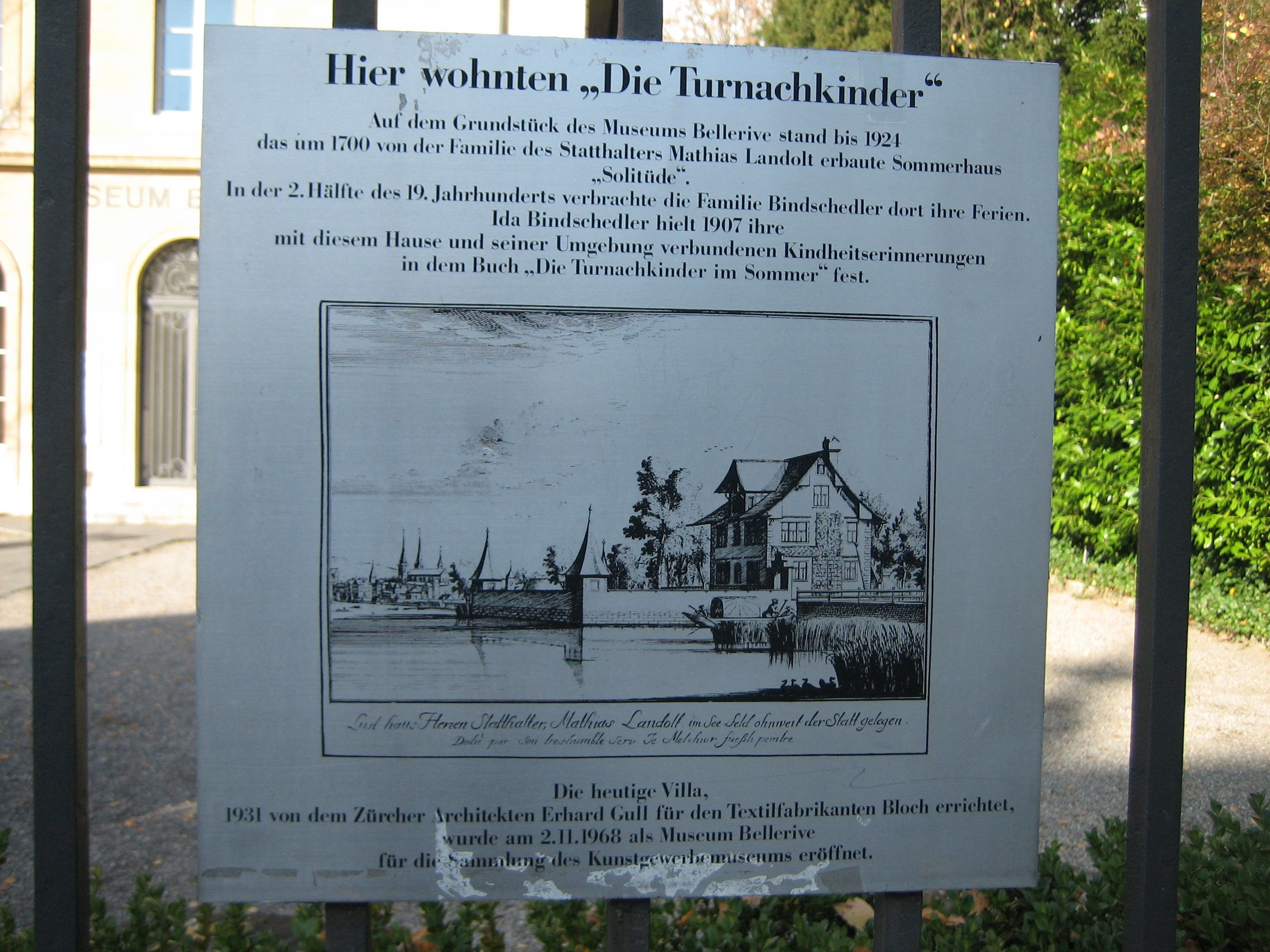
Tafel beim ehemaligen Haus «Seeweid», in dem die «Turnachkinder» im Sommer wohnten
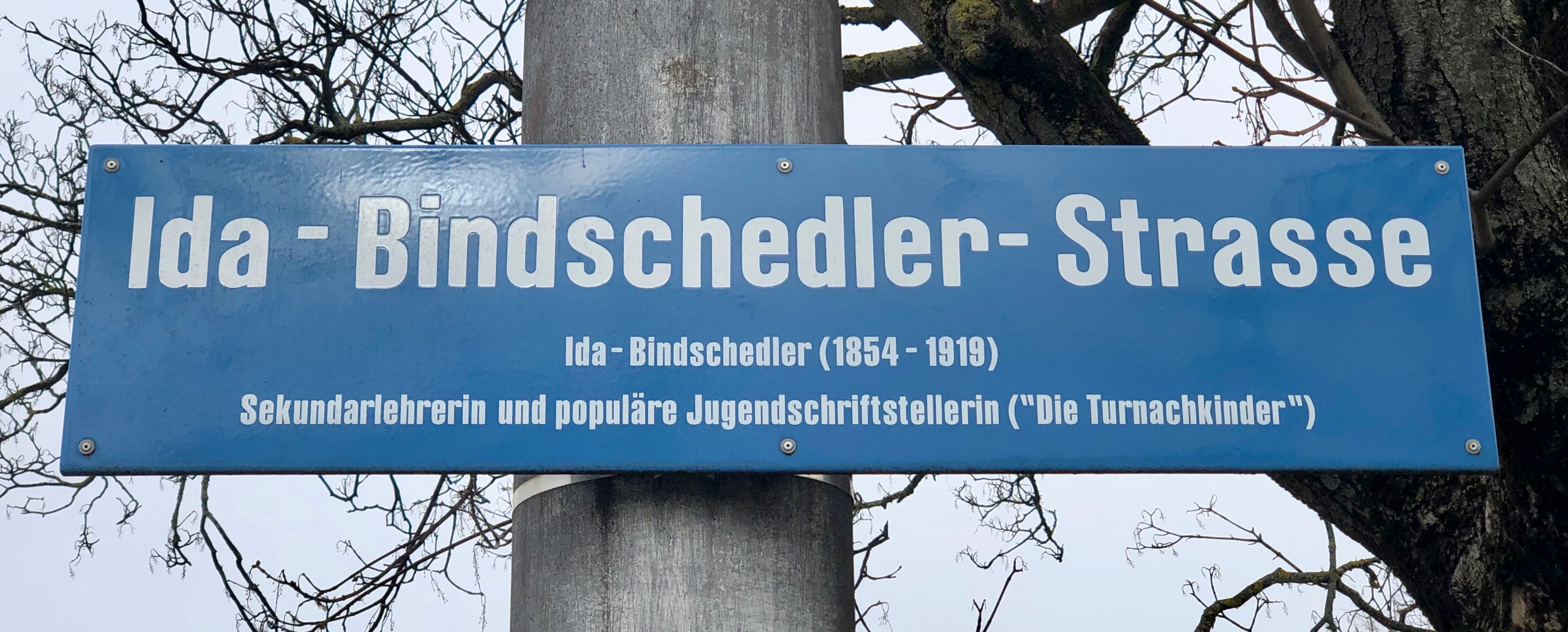
Strassenschild beim Bahnhof Tiefenbrunnen

## Werke
- Ida Bindschedler; Ursula Gmünder-Müller (Illustrationen): Die Turnachkinder im Sommer. Oratio, Schaffhausen 1998 (Erstausgabe: Huber, Frauenfeld 1906), ISBN 978-3-7214-4510-7. (Digitalisat)
- Ida Bindschedler; Ursula Gmünder-Müller (Illustrationen): Die Turnachkinder im Winter. 2. Auflage, Oratio, Schaffhausen 2006 (Erstausgabe: Huber, Frauenfeld 1909), ISBN 978-3-7214-4511-4. (Digitalisat)
- Die Leuenhofer.	Erzählungen für Knaben und Mädchen von 8 - 14 Jahren. Huber, Frauenfeld 1938.